# Tshokkaroaivi
Tshokkaroaivi är en kulle i Finland.   Den ligger i den ekonomiska regionen Norra Lappland och landskapet Lappland, i den norra delen av landet, 1 000 km norr om huvudstaden Helsingfors. Toppen på Tshokkaroaivi är 491 meter över havet, eller 133 meter över den omgivande terrängen. Bredden vid basen är 2,6 km.
Terrängen runt Tshokkaroaivi är huvudsakligen platt.  Trakten runt Tshokkaroaivi är nära nog obefolkad, med mindre än två invånare per kvadratkilometer. Det finns inga samhällen i närheten. Omgivningarna runt Tshokkaroaivi är i huvudsak ett öppet busklandskap.